# Distretto di Subarnapur
Il distretto di Subarnapur è un distretto dell'Orissa, in India, di 540 659 abitanti. Il suo capoluogo è Sonepur.